# Nyctipolus
Genre
Synonymes
- genre Caprimulgus Linnaeus, 1758[2]
- Gactornis Han, Robbins & Braun, 2010[2]
- Nyctipolus Ridgway, 1912[2]
- Rossornis Mathews, 1918[2]
- Setopagis Ridgway, 1912[2]
- Systellura Ridgway, 1912[2]
- Veles Bangs, 1918[2]

Nyctipolus est un genre d'oiseaux de la famille des Caprimulgidés.

## Liste des espèces
Selon la classification de référence du Congrès ornithologique international (version 6.4, 2016) :
- Nyctipolus nigrescens — Engoulevent noirâtre (Cabanis, 1849)
- Nyctipolus hirundinaceus — Engoulevent pygmée (von Spix, 1825)
  - Nyctipolus hirundinaceus cearae Cory, 1917
  - Nyctipolus hirundinaceus hirundinaceus (von Spix, 1825)
  - Nyctipolus hirundinaceus vielliardi (Ribon, 1995)